# Astragalus guinanicus
Astragalus guinanicus är en ärtväxtart som beskrevs av Y.H.Wu. Astragalus guinanicus ingår i släktet vedlar, och familjen ärtväxter. Inga underarter finns listade i Catalogue of Life.